# Land- und Amtsgericht Mönchengladbach

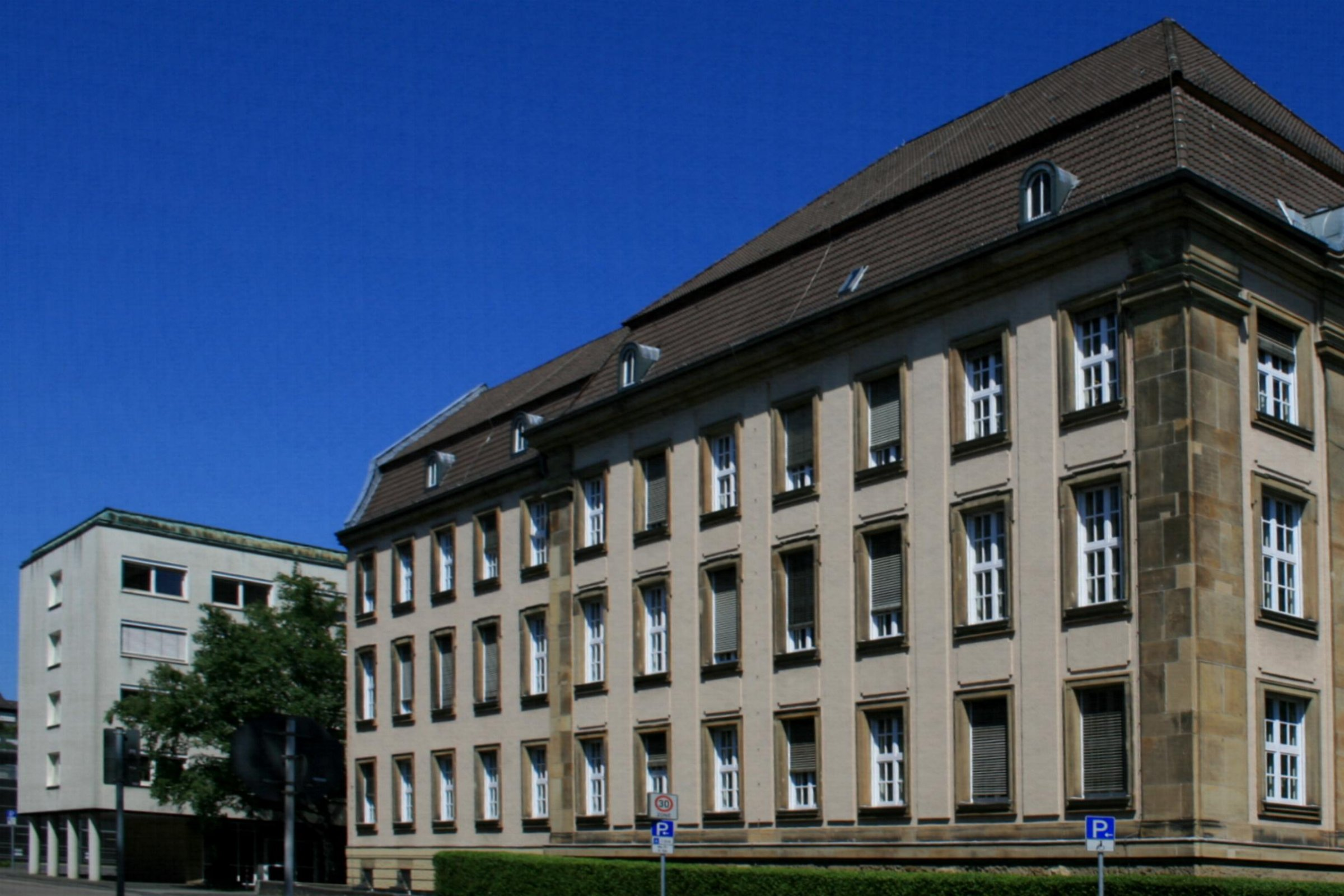
Land- und Amtsgericht (2010)

Das Bauensemble Land- und Amtsgericht Mönchengladbach steht in Mönchengladbach (Nordrhein-Westfalen), Hohenzollernstraße 157, Rheinbahnstraße 18 und Scharnhorststraße 1.
Das Gebäude Hohenzollernstraße 157 wurde 1902 bis 1912 erbaut. Es wurde zusammen mit den beiden anderen Gebäuden unter Nr. H 022  am 6. Februar 1985 in die Denkmalliste der Stadt Mönchengladbach eingetragen. Die Gebäude Scharnhorststraße 1 und Rheinbahnstraße 18 sind zusätzlich unter der Nummer Sch 005 in der Denkmalliste eingetragen.

## Architektur
Die Hauptfassade des Gerichtsgebäudes an der Hohenzollernstraße ist 124 Meter lang. Die Eckrisalite werden durch grundstücksbegrenzende Flügelbauten gebildet. Der Mittelbau umschließt einen Hof, der dem Haupttreppenhaus und dem umlaufenden Flur Licht spendet. Die Rückfront der Anlage besteht aus dem Gefängnis mit dem angebauten Amtsleiterhaus, das mit Rücksicht auf seine spätere Lage an einer Wohnstraße entsprechend gestaltet wurde.
Der Gebäudekomplex ist verputzt und unter Verwendung von Sandstein gegliedert. In neubarocken Formen errichtet, wirkt der Hauptbau palastartig. Er ist dreigeschossig mit Souterrain, hohem Mansarddach, stark betontem Mittelrisalit mit vorgezogenem Portikus und den Eckrisaliten. Die Fassade ist gegliedert durch horizontale Putzstreifen der Sockelzone, schlicht hervorgehobene Fensterrahmungen, kolossale Lisenen- und Pilastergliederung, Schweifgiebel der Risalite sowie neubarocke Fensterbekrönungen im Obergeschoss des Mittelteils.
Der Hauptraum des Gebäudes – der Schwurgerichtssaal – wird durch hohe neubarocke bekrönte Fenster und den geschweiften Giebel mit Relieffeld und der Darstellung zweier überlebensgroßer Frauengestalten mit den Attributen Gesetzestafeln, Schwert und Helm bzw. Buch, Stab und Schwurgestus betont.
Der vier- bis fünfgeschossige Gefängnistrakt ist für 100 Häftlinge errichtet worden, entsprechend den damaligen ministeriellen Bestimmungen für neue Gefängnisbauten. Die Fassaden zur Rheinbahnstraße mit Eck- und Mittelrisalit sind reich gegliedert.
Das dazugehörige zweigeschossige Amtsleiterwohnhaus mit Putzfassade und Walmdach verfügt im Inneren trotz einiger Veränderungen  im Erdgeschoss noch über originalen Keramik-Fliesen, über den hölzernen Treppenaufgang sowie über die originalen Türeinfassungen und Türblätter.
Das Land- und Amtsgericht Mönchengladbach bildet eine bauliche und historische Einheit mit dem Gerichtsgefängnis und dem dazugehörenden Amtsleiterhaus. Die Erhaltung des Gebäudekomplexes liegt aus künstlerischen, wissenschaftlichen, insbesondere architektur-, orts- und sozialgeschichtlichen sowie städtebaulichen Gründen im öffentlichen Interesse.